# Козлов, Геннадий Васильевич (художник)
Генна́дий Васи́льевич Козло́в (16 июля 1962, Подлесное, Янтиковский район, Чувашская АССР) — российский художник, кандидат педагогических наук. Директор Чувашского государственного художественного музея, народный художник Чувашской Республики.

## Биография
Седьмой ребёнок в многодетной чувашской семье.
- 1979 год — окончил Янтиковскую среднюю школу.
- 1980—1982 годы — служба в Вооружённых Силах в составе ГСВГ.
- 1988 год — окончил художественно-графический факультет Чувашского государственного пединститута им. И. Я. Яковлева.
- С 1992 года — доцент кафедры живописи художественно-графического факультета Чувашского государственного педагогического университета им. И. Я. Яковлева.
- 1998 год — защитил кандидатскую диссертацию по специальности 13.00.02 на тему «Освоение студентами художественно-графических факультетов традиций русской иконографии в процессе профессиональной подготовки учителей изобразительного искусства»[1]
- С 19 марта 2003 года — директор Чувашского государственного художественного музея[2].

Разработал и читает лекционные курсы в Чувашском государственном педагогическом университете им. И. Я. Яковлева.

## Семья
- Отец: Козлов Василий Григорьевич
- Мать: Козлова Наталья Михайловна

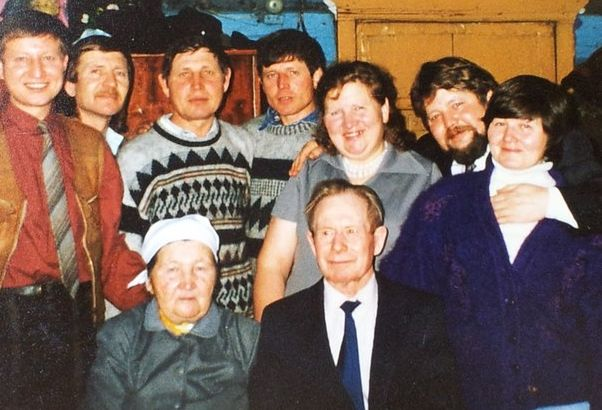
Вся семья Натальи Михайловны и Василия Григорьевича Козловых в родительском доме

- Братья и сестры: Сорокина (Козлова) Валентина Васильевна; Козлов Михаил Васильевич; Ирбитская (Козлова) Зоя Васильевна; Козлов Анатолий Васильевич; Козлов Владимир Васильевич; Козлов Виталий Васильевич;.
- Супруга: Медведева Ирина Александровна[3]
- Дети: дочь Козлова Евгения Геннадьевна

## Работы, находящиеся в фондах ЧГХМ
- Владимирская горка. — 2002 г. КП-16865
- Зимняя пора. — 2003 г. КП-16356
- После грозы. — 2003 г. КП-16357
- Сура. — 2003 г. КП-17134
- Зимний вечер. — 2004 г. КП-16961
- После грозы. — 2004 г. КП-16662
- Блуждающий остров. — 2005 г. КП-17411
- Солнце уходящего дня. — 2005 г. КП-17286
- Зимнее утро на Родине. — 2006 г. КП-17346
- Февральское утро на Богданке. — 2007 г. КП-17417

## Участие в профессиональных сообществах
- Член Союза художников РФ
- действительный член Международной академии психологических наук[4][5]
- действительный член Петровской академии наук и искусств 2020 год

## Звания и награды
- заслуженный художник Чувашской Республики (2017)
- нагрудный знак «Почётный работник высшего профессионального образования Российской Федерации» (26.1.2010) — за значительный вклад в разработку учебно-методической литературы для системы педагогического профессионального образования[6].
- Нагрудной знак "За достижения в культуре "[источник не указан 1253 дня]
- медаль Международной академии психологических наук и Межрегиональной эргономической ассоциации России (2007, апрель) — за выдающиеся заслуги в науке и подготовке научных кадров за заслуги в науке «Человеческий фактор»

## Публикации
- Козлов Г. В. Освоение студентами художественно-графических факультетов традиций русской иконографии в процессе профессиональной подготовки учителей изобразительного искусства : Дис. … канд. пед. наук. — М.: ПроСофт-М, 2003.
- Информационные компьютерные технологии в Чувашском государственном художественном музее : доклад на 10-й юбилейной междунар. конф. «EVA 2007 Москва»[7]
- Матрица многомерности // Книга поздравлений Козлова В. В.[8]